# Dreifaches Vertreten
Die „wichtigen Ideen des Dreifachen Vertretens“ (chinesisch 三个代表, Pinyin sān gè dàibiǎo), entwickelt vom ehemaligen chinesischen Staatsmann Jiang Zemin, gelten als politische Leitlinie der Kommunistischen Partei Chinas (KPCh) neben dem Marxismus-Leninismus, der Mao-Zedong-Gedanken und den Theorien Deng Xiaopings. Sie wurden am 16. Parteitag der KPCh am 8. November 2002 in das Parteistatut und im Jahr 2004 in die Verfassung der Volksrepublik China aufgenommen.

## Inhalt
Mit dem „Dreifachen Vertreten“ ist gemeint, dass die Kommunistische Partei Chinas
- die Erfordernisse der Entwicklung fortschrittlicher Produktivkräfte Chinas,
- die Richtung des Vorwärtsschreitens fortschrittlicher Kultur Chinas und
- die grundlegenden Interessen der überwältigenden Mehrheit des chinesischen Volkes

vertreten soll. Konkret ausformuliert wurde das Konzept von Jiangs Stabschef Zeng Qinghong im Jahr 2000. Im Juli 2001 erweiterte Jiang den Fokus des „Dreifachen Vertretens“ auf die Geschäftsleute der Mittelschicht, die in die Partei integriert werden sollten. Auf dem 16. Parteitag der Kommunistischen Partei Chinas im November 2002 wurde das Konzept gegen den Widerstand des konservativen Parteiflügels, der darin eine Abkehr von der antikapitalistischen und revolutionären Traditionslinie sah, in die Parteiverfassung aufgenommen.

## Bedeutung
Nach offiziellen Aussagen der KPCh soll mit den „wichtigen Ideen des Dreifachen Vertretens“ der Parteiaufbau der KPCh verstärkt und die Entwicklung des Sozialismus in China gefördert werden. Das Dreifache Vertreten sei die Übernahme und Entwicklung des Marxismus-Leninismus, der Mao-Zedong-Ideen und der Deng-Xiaoping-Theorien und spiegelten die neuen Forderungen der Entwicklung und Veränderung der heutigen Welt und Chinas an die Arbeit der Partei und des Staates wider. Das „Dreifache Vertreten“ sei ein „vollständiges und inhaltsreiches ideologisches System“.
Dass die Partei die „Erfordernisse der Entwicklung fortschrittlicher Produktivkräfte“ vertreten soll, bedeutet u. a., dass nun auch Privatunternehmer offiziell Mitglieder der Kommunistischen Partei Chinas werden können.